# Marathon (альбом)
Marathon («Марафон») — четвёртый номерной альбом венгерской поп-группы «Neoton Familia», записанный в 1980 году на лейбле Pepita. Альбом стал самым продаваемым альбомом 1980 года в Венгрии, группа получила премию «ORI nívódíj» от венгерского концертного промоутера ORI и награду «Pepita Oroszlán» от своей звукозаписывающей компании Pepita. Альбом признаётся одним из наиболее успешных в творчестве группы, а одноимённая композиция, которая была написана группой специально к Олимпиаде’80, стала её визитной карточкой.

## Список композиций
1. Don Quijote (Дон Кихот) — 4:02

2. Egy húszas elég (Хватит одной двадцатой) — 3:32

3. Marathon (Марафон) — 5:22

4. Körben-járás (Ходьба по кругу) — 3:40

5. Nézz rá! (Посмотрим!) — 3:09

6. A Felügyelõ (Руководитель) — 4:15

7. Apám szólt (Мой отец сказал) — 4:17

8. Hova menjek? (Куда мне идти?) — 3:35

9. Nehéz úgy (Так трудно) — 3:54

10. Te quiero (Люблю тебя) — 3:54
В венгерском хит-параде за весь год Slágerlistá'80 композиция "Don Quijote" была №1, а "Marathon" №10. Музыкальное обозрение Pop-Meccs поставило песню "Marathon" на 4-е место в своём годовом рейтинге. Сингл "Don Quijote" был продан в количестве более 300 тысяч экземпляров и получил статус «платинового».

## Альбом «Listen To Me»
В 1981 году группа записала англоязычную версию альбома «Marathon», которая была выпущена в 9-ти странах, в том числе в Германии, Испании, Дании, Бразилии, Японии и на Филиппинах. В Германии пластинка получила название «Listen To Me». Альбом стал самым коммерчески успешным англоязычным альбомом «Neoton Familia», а в Японии вошёл в ТОР 20.

### Список композиций
1. Don Quijote (Don Quijote) — 4:06

2. Listen to me (Egy húszas elég) — 3:32

3. Marathon (Marathon) — 5:19

4. Bars and chains (Körben-járás) — 3:40

5. New love (Nézz rá!) — 3:09

6. Family superman (A Felügyelõ) — 4:15

7. He’s gone (Apám szólt) — 4:17

8. It’s all over (Hova menjek?) — 3:32

9. Come on, child (Nehéz úgy) — 3:54

10. Te quiero (Te quiero) — 3:54

### Синглы с альбома
В качестве сингла с альбома в нескольких странах была выпущена композиция «Don Quijote», которая была № 1 в радио-чарте Японии (также №32 в чарте продаж), №4 в Испании (TOP100 Canciones), вошла в ТОР5 в Бразилии и на Филиппинах, а также побывала в плей-листах радиостанций Германии (TOP40), Дании (TOP20) и стран Восточной Европы. В Германии была издана немецкоязычная версия песни, а в Испании и Бразилии — испаноязычная. В Японии сингл получил «золотой» статус продаж, всего в этой стране было продано 110 тысяч копий. Japan Disco Society назвало его самым популярным диско-хитом 1980 года. Сторону 'b' сингла в разных странах занимали другие композиции альбома: в Испании «Te quiero», в Германии и Японии «Marathon», в Бразилии «He’s gone», на Филиппинах «Bars and chains» и т.д.. Во Франции франкоязычная версия «Don Quichotte» вышла как 'b'-сторона сингла «Smile again» — заглавной композиции саундтрека к канадскому фильму «Yesterday». В Японии сингл «Smile Again» был №3 в радио-чарте Японии (№48 в чарте продаж) и был продан в количестве 52 тысяч экземпляров, что принесло ему "серебряный" статус.